# Società Sportiva Pro Gorla Sezione Calcio Ausonia
La Società Sportiva Pro Gorla Sezione Calcio Ausonia (meglio nota come Ausonia Pro Gorla) fu una società di calcio fondata nel 1912 e sciolta nel 1921, con sede prima nel comune di Gorla Primo e in seguito in quello di Gorlaprecotto (i cui territori furono inglobati nella città di Milano nel 1923).

## Storia
L'Ausonia Pro Gorla trae le sue origini dall'Ausonia Football Club, una società fondata a Milano il 4 giugno 1905. Il club aveva partecipato alla Prima Categoria 1909-1910 al termine della quale, per lo spossante impegno finanziario imposto dal massimo campionato italiano di calcio, aveva rinunciato al proprio campo, in via Poma, continuando a giocare solo delle gare amichevoli.
La squadra si risollevò quando, dopo due infruttuosi tentativi della Società Sportiva Pro Gorla di costituire una squadra di foot-ball all'altezza della sua fama di polisportiva, ne divenne la Sezione Calcio. Il sodalizio indossò inizialmente una maglia a quarti rossoneri, la stessa dell'Ausonia F.C, per passare in seguito ad una maglia dai colori bianco-viola a strisce verticali e disputando le proprie gare interne sul campo di Gorla, tra le attuali via Rovigno e via Jaures. La data di fondazione dell'Ausonia Pro Gorla è il 7 gennaio 1912.
L'Ausonia Pro Gorla fu ammessa al neo costituito campionato di Promozione Lombardo, e terminò la stagione con un ottimo sesto posto alle spalle del Como.
La stagione successiva la squadra fu più competitiva, ma le cose non andarono come ci si aspettava: la neo iscritta Cremonese la sopravanzò di 5 punti terminando al comando con 22 punti e solo 3 sconfitte al passivo.
Nella stagione dopo l'Ausonia fu inserita nel girone C di Promozione Lombarda: chiuse il campionato al secondo posto dietro solo alla Pro Lissone conquistando così la promozione in Prima Categoria dopo un ottimo girone di finale, chiudendo seconda a 3 punti dal Pavia.

L'Ausonia Pro Gorla a Bergamo il 12 ottobre 1919

Nella stagione 1919-20 arrivò ultima nel girone B di Prima Categoria Lombarda ed avrebbe dovuto scendere di nuovo in Promozione, ma venne ripescata.
Nella stagione successiva arrivò di nuovo ultima nel proprio girone e venne definitivamente retrocessa in Promozione. A quel punto l'Ausonia Pro Gorla cessò di esistere: i membri della defunta sezione calcio tornarono a Milano e, unendo le proprie forze con il meneghino Ardita Football Club, diedero vita all'Ardita Ausonia Football Club, erede dell'originario Ausonia Football Club.